# ウィンドフォール・レコード
ウィンドフォール・レコード（Windfall Records）は、1969年から1974年まで運営されたアメリカ合衆国のレコード・レーベルである。音楽プロデューサー兼ロック・ミュージシャンのフェリックス・パパラルディとマネージャーのバッド・プラガー（Bud Prager）が設立した。

## 歴史
パパラルディは1960年代半ばからニューヨークを拠点にプロデューサーとして活動し、1967年にはイングランドのクリームに起用されて1969年の解散までにアルバム3作をプロデュースして大いに名を高めた。
1969年、彼はマネージャーのプラガーとウィンドフォール・レコードを設立。ゲイル・コリンズがレーベルのロゴをデザインし、ベル・レコードが配給元になった。パパラルディはヴァグランツのメンバーだったレスリー・ウェスト（ギター、ボーカル）のソロ・デビュー・アルバムのプロデューサーを務めて、曲作りと演奏にも参加し、ウィンドフォール・レコードからの初アルバムとして発表した。さらに彼はウェストらとマウンテンを結成し、プラガーとマネージメントの契約を結んで、1970年にウィンドフォール・レコードからデビュー・アルバムを発表した。
1972年1月、マウンテンはパパラルディの健康を理由に解散した。ウェストとメンバーのコーキー・レイングはジャック・ブルースとウェスト、ブルース&レイング（以下、WBL）を結成した。ブルースがWBLと同じ3人編成のクリームの元メンバーで、ウェストとレイングがクリームのプロデューサーだったパパラルディと活動していたことから、音楽業界はWBLの結成を『第二のクリーム』の誕生と捉えて並々ならぬ関心を抱いた。プラガーはコロムビア・レコードの社長であるクライヴ・デイヴィスと交渉してWBLとコロムビア・レコードとの契約を100万ドルでまとめた。ウィンドフォールはコロムビアの親会社であるCBSレコードの傘下に入り、WBLのレコードはコロムビアによって配給されることになった。
WBLはスタジオ・アルバムを2作発表した後、1973年に活動を停止し、パパラルディとウェストはマウンテンを再結成した。1974年、コロムビアを配給元としてウィンドフォール・レコードからマウンテンの再結成後のライブ・アルバムとスタジオ・アルバム、既に実質解散したWBLの1972年のツアーのライブ・アルバムが発表された。しかし同年末にマウンテンは解散。ウィンドフォール・レコードは閉鎖された。

## 所属したミュージシャンとグループ
- レスリー・ウェスト (Leslie West)
- マウンテン (Mountain)
- ウェスト、ブルース&レイング (West, Bruce and Laing)
- John Paul Jones[6][7]
- Brothers[8][9]
- David Rea[10]
- Bill Wilson[11][12]